# Gymnastes dasycerus
Gymnastes dasycerus är en tvåvingeart som beskrevs av Alexander 1948. Gymnastes dasycerus ingår i släktet Gymnastes och familjen småharkrankar. Inga underarter finns listade i Catalogue of Life.